# Résolution 1420 du Conseil de sécurité des Nations unies
Membres permanents
- Chine
- États-Unis
- France
- Royaume-Uni
- Russie

Membres non permanents
- Bulgarie
- Cameroun
- Colombie
- Guinée
- Irlande
- Mexique
- Maurice
- Norvège
- Singapour
- Syrie

Résolution no 1419 Résolution no 1421
La résolution 1420 du Conseil de sécurité des Nations Unies, adoptée à l'unanimité le 30 juin 2002, après avoir rappelé toutes les résolutions précédentes sur le conflit en ex-Yougoslavie, en particulier les résolutions 1357 (2001) et 1418 (2002), a,  en vertu du Chapitre VII de la Charte des Nations unies, a prolongé le mandat de la Mission des Nations Unies en Bosnie-Herzégovine (MINUBH) et a autorisé le maintien de la Force de stabilisation (SFOR, acronyme anglais pour Stabilisation Force) jusqu'au 3 juillet 2002. 
La résolution, parrainée par la France, l'Irlande, la Norvège et le Royaume-Uni, a été adoptée à la suite du veto d'un précédent projet de résolution des États-Unis prolongeant le mandat de la MINUBH jusqu'à la fin de 2002. Le veto a été posé à la suite d'inquiétudes concernant l'entrée en vigueur du Statut de Rome de la Cour pénale internationale le 1er juillet 2002 et sa capacité à poursuivre en justice le personnel des pays non parties au Statut, comme les États-Unis.

## Voir également
- Guerre de Bosnie-Herzégovine
- Guerres de Yougoslavie